# Ернеста Бізі
Ернеста Леньяні Бізі (італ. Ernesta Legnani Bisi; 18 червня 1788, Мілан, Австрійська імперія — 13 листопада 1859, Мілан) — італійська художниця і гравер.

## Життя і творчість
Народившись у Мілані, вона стала студенткою Академії Брери, де навчалася під керівництвом Джузеппе Лонгі. Була визнана блискучою ученицею і отримала премію в 1810 році за дизайн Академії. У 1811 році вийшла заміж за Джузеппе Бізі з Генуї, художника і професора Академії, від якого мала п'ятеро дітей.
Була рішучою прихильницею об'єднання Італії. та подругою багатьох жінок карбонаріїв, таких як художниця Б'янка Мілезі. У своєму вірші «Dodes sonitt all'abaa Giovan» Карло Порта згадував її: «È in tra i donn la Milesi, la Legnana» («Серед жінок, Мілезі, Леньяна»).
У своїй художній діяльності Бізі присвятила себе переважно портретам. У техниці гравюри на міді вона відтворила п'ять творів італійських художників Франческо Франча, Марко д'Оджіоно, Джакомо Каведоне, Якопо Пальма та Паріс Бордоне для Пінакотеки Брера в Мілані, а також портрети видатних італійців Марії Гаетани Аньєзі, Вітторії Колонни та Джованні Баттіста Монтеджіа. Виконувала також портрети аквареллю.
Дві її дочки також стали художницями: Антуанетта (1813—1866) і Фульвія (1818—1911).

## Bibliografia
- Vite e ritratti di illustri italiani, Padova, Tipografia Bettoni, 1812
- Pietro Zani, Enciclopedia metodica critico-ragionata delle Belle Arti, 21 voll., Parma, Tipografia ducale, 1817—1824
- Agostino Mario Comanducci, Dizionario illustrato dei pittori e incisori italiani moderni, I, Milano, S. A. Grafitalia già Pizzi & Pizio, 1945, p. 72
- Federico Piscopo, Bianca Milesi. Arte e patria nella Milano risorgimentale, Crespano di Pieve del Grappa, 2020.

## Вибрані твори

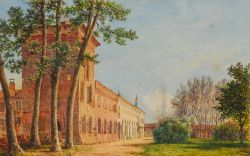
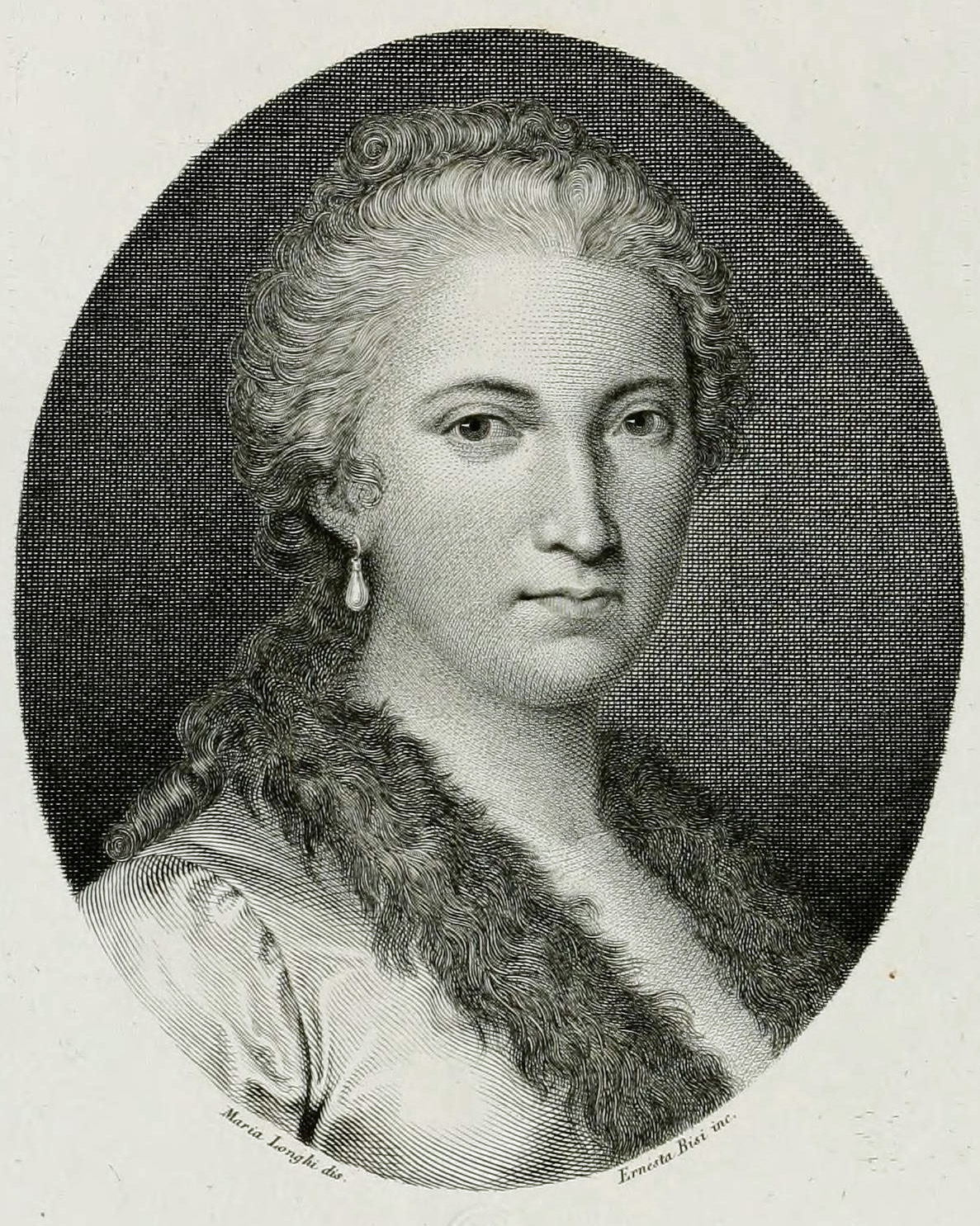
Портрет Марії Аньєзі
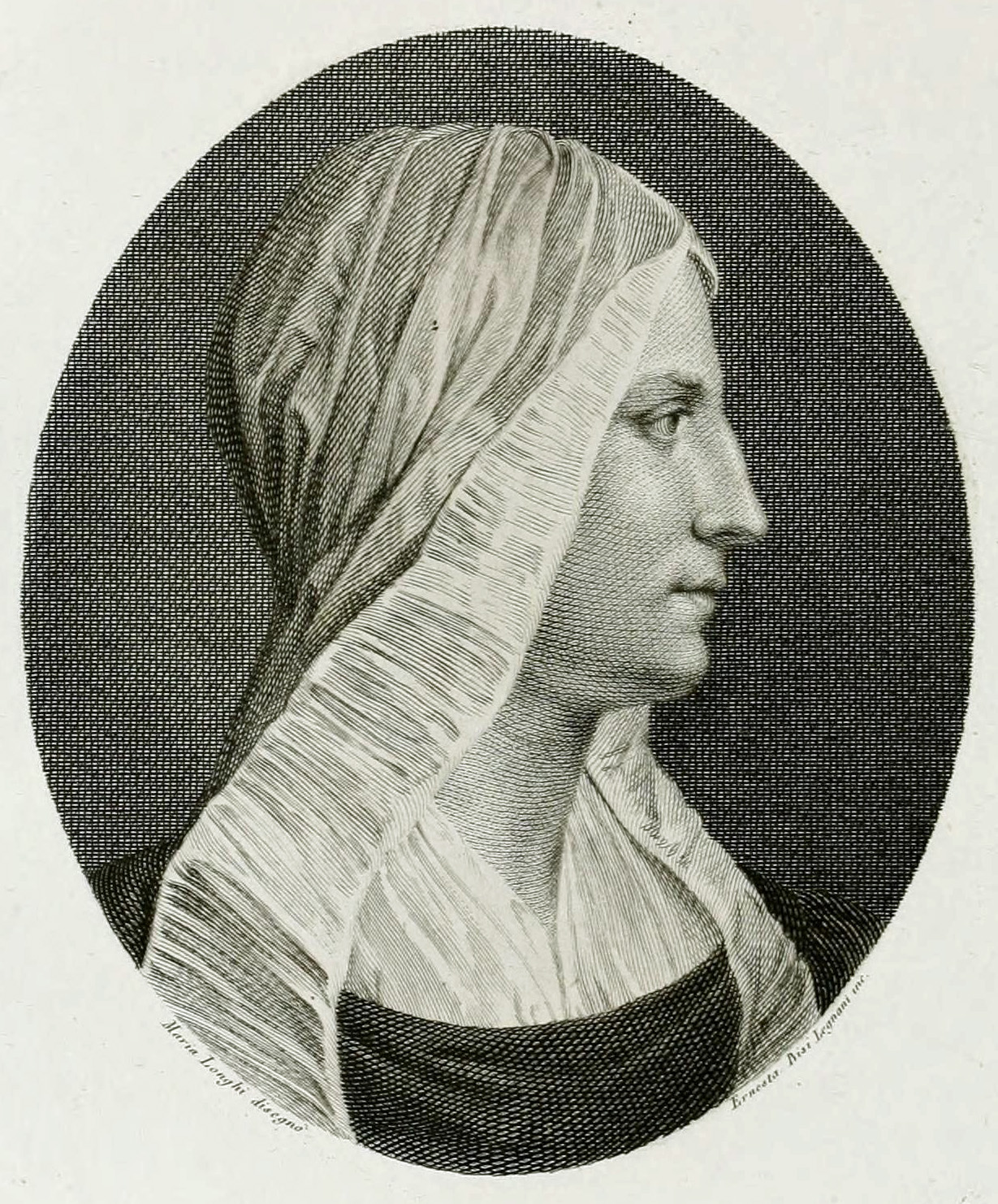
Вітторія Колонна
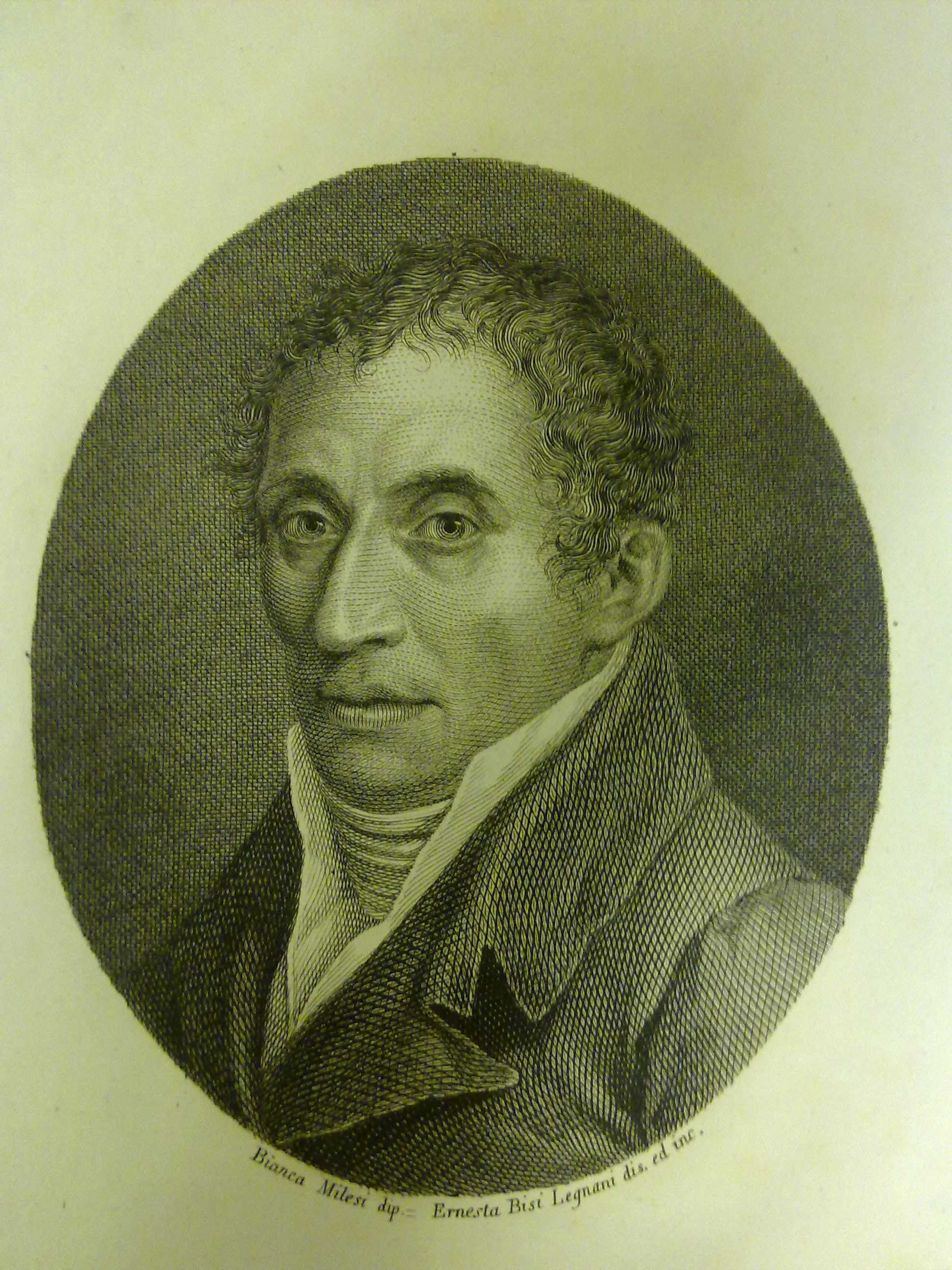
Джованні Баттіста Монтеджа
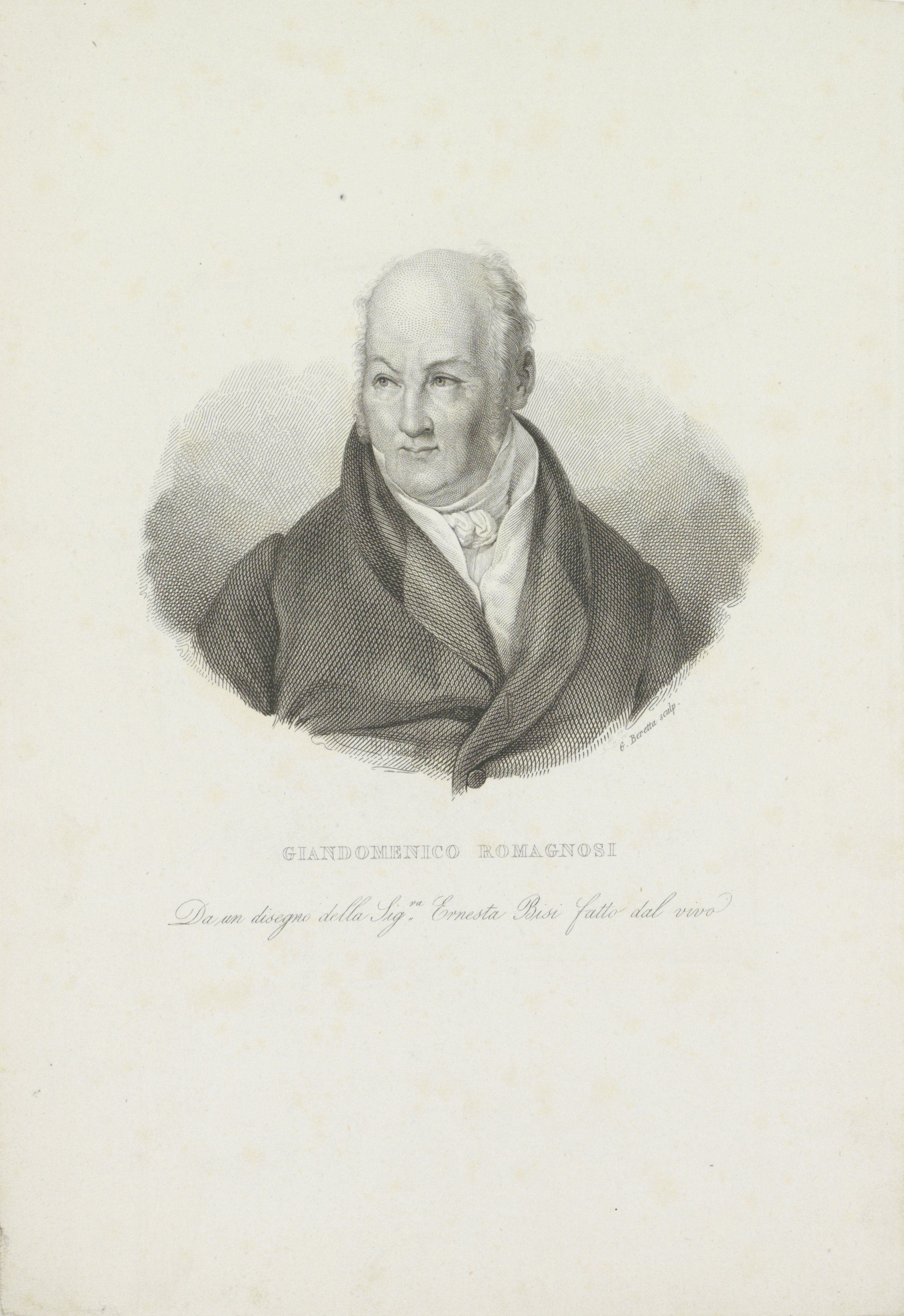
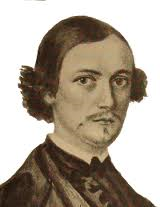